# Isochariesthes flavescens
Isochariesthes flavescens es una especie de escarabajo longicornio del género Isochariesthes, tribu Tragocephalini, subfamilia Lamiinae. Fue descrita científicamente por Breuning en 1959.
Se distribuye por Malaui, Mozambique, Tanzania, Zambia y Zimbabue. Mide aproximadamente 7-7,5 milímetros de longitud. El período de vuelo ocurre en los meses de marzo, noviembre y diciembre.